# A Moment of Now
A Moment of Now från 2013 är ett album med den svenska jazzsångerskan Viktoria Tolstoy pianisten Jacob Karlzon.

## Låtlista
1. I Can Let Go (Michael McDonald) – 4:47
2. Deep River (Bendik Hofseth) – 4:58
3. Red Rain (Peter Gabriel) – 5:05
4. A Moment of Now (Pat Metheny/Anna Alerstedt) – 4:14
5. Hand In My Pocket (Alanis Morissette/Glen Ballard) – 3:37
6. Against All Odds (Phil Collins) – 4:26
7. Taking It All Too Hard (Anthony Banks/Phil Collins/Mike Rutherford) – 2:48
8. Lessons in Love (Mark King/Waliou Badarou/Rowland Gould) – 5:34
9. Shadow and Light (John Lang/Joe Zawinul/Richard Page) – 5:30
10. Satisfied (Lewis Taylor/Michael Mondesir) – 4:43
11. I Concentrate on You (Cole Porter) – 5:37
12. Scent of Snow (Jacob Karlzon/Anna Alerstedt) – 4:24
13. Send One Your Love (Stevie Wonder) – 4:34
14. Northern Star (Gabriel Fauré/Anna Alerstedt) – 3:45

## Medverkande
- Viktoria Tolstoy – sång
- Jacob Karlzon – piano, tramporgel, celesta, Rhodes-piano
- Jocke Bergström – sång (spår 13)

## Mottagande
Skivan fick ett blandat mottagande när den kom ut med ett snitt på 3,2/5 baserat på fem recensioner.